# Stazione di Prezza
La stazione di Prezza è una stazione ferroviaria della ferrovia Roma-Pescara a servizio del comune di Prezza.

## Storia
La stazione venne inaugurata nel 1888, in occasione dell'apertura dell'intera linea.
Da dicembre 2017, con l'entrata in vigore dell'orario invernale, la stazione è stata sospesa al servizio viaggiatori.

## Strutture e impianti
La gestione degli impianti è affidata a Rete Ferroviaria Italiana, controllata del Gruppo Ferrovie dello Stato.
Il fabbricato viaggiatori è murato e mostra evidenti segni di vandalismi.
Il piazzale si compone di due binari, muniti di banchina e collegati fra loro mediante una passerella ferroviaria.

## Movimento
Il servizio ordinario è svolto in esclusiva da Trenitalia (controllata del gruppo Ferrovie dello Stato) per conto della Regione Abruzzo. In stazione ferma un solo treno al giorno in servizio fra Avezzano e Sulmona. I treni che effettuano servizio in questa stazione sono di tipo regionale.

## Servizi
- Sala d'attesa